# سار شلی
سار شلی (نام علمی: Lamprotornis shelleyi) نام یک گونه از سرده سارهای درخشان است.